# Trockenbrück
Trockenbrück ist ein Ortsteil von Lennestadt im Kreis Olpe in Nordrhein-Westfalen.

## Geografie
Der Ort liegt direkt an dem Abschnitt der Bundesstraße 55, der vom Ortsausgang von Elspe nach Grevenbrück führt. Weitere Ortsbereiche befinden sich (aus Richtung Elspe kommend) an der nach rechts abzweigenden Landstraße nach Melbecke und an der im späteren Verlauf der B55 nach Theten abbiegenden Straße mit dem Gewerbegebiet Theten – Trockenbrück. Unmittelbar benachbarte Orte von Trockenbrück sind Elspe, Melbecke, Grevenbrück und Theten.

## Ortsentwicklung

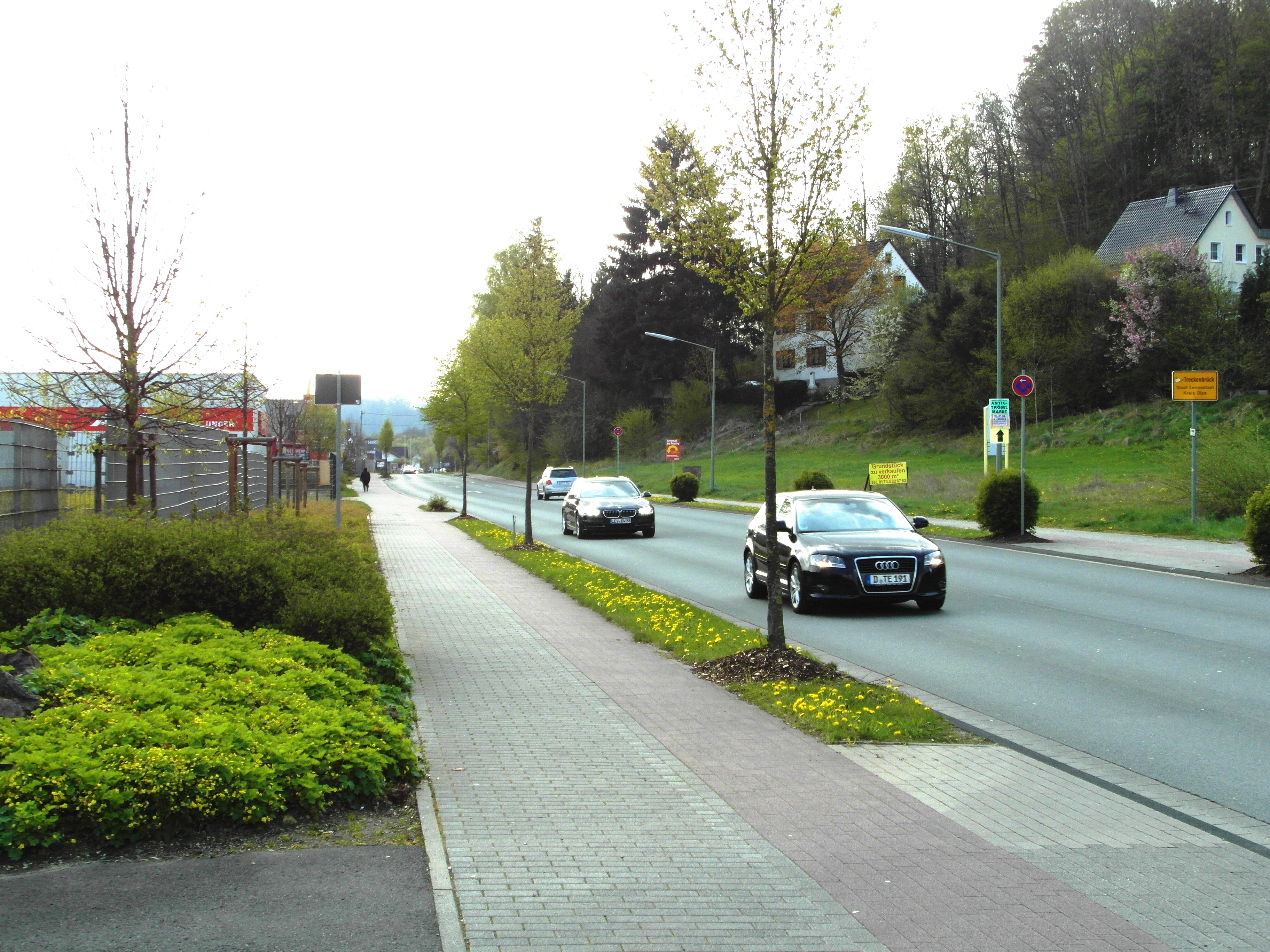
Ortseingang an der B55 aus Richtung Elspe

Während sich die meisten Ortsbezeichnungen im Gebiet der heutigen Stadt Lennestadt bis zu den Schatzungsregistern (dienten der Erhebung von Steuern) des 16. Jahrhunderts zurückverfolgen lassen, ist der Ortsname Trockenbrück nach den Ausführungen des Heimat-Historikers Joseph Boerger erst nach 1820 für die neu entstandene Siedlung oberhalb der Gräfenmühle im Elspetal entstanden. Im Bereich der Siedlung befand sich demnach eine Holzbrücke über den Melbeckebach. Das Wasser des Baches versickerte bei Trockenheit in Höhlen des dortigen Kalksandsteins, so dass Passanten zeitweise nur die Brücke, aber kein Wasser wahrnahmen. Aus diesem Grunde entstand der Begriff „droige Brugge“ oder (in Hochdeutsch) „trockene Brücke“. Nach Ansicht Boergers ergab sich hieraus schließlich der Ortsname Trockenbrück.
Im Verlauf der stark befahrenen Bundesstraße 55 ist Trockenbrück geprägt durch gewerbliche Ansiedlungen in den Bereichen Blech- und Metallver- und -bearbeitung, Autozubehör, Fastfood-Gastronomie u. a. Im Bereich der Abzweigung nach Theten schließt sich das Gewerbegebiet Theten – Grevenbrück an. An der von der Bundesstraße nach Melbecke abbiegenden Landstraße sind schwerpunktmäßig (im teils hügeligen Gelände) Wohnsiedlungen mit vereinzelten Handwerksbetrieben (Steinmetz-, Malerbetrieb) entstanden.
Ende Juni 2020 zählte Trockenbrück 245 Einwohner, wobei der Anteil der Senioren (über 65 Jahre) mit 20,8 % über dem Durchschnitt des Stadtgebiets (17,4 %) liegt. Das Vereinsleben in Trockenbrück wird geprägt durch den im Jahr 1957 gegründeten SV Trockenbrück e. V.